# Długie Nowe
Długie Nowe – wieś w Polsce położona w województwie wielkopolskim, w powiecie leszczyńskim, w gminie Święciechowa.

## Historia
Miejscowość pierwotnie związana była z Wielkopolską. Ma metrykę średniowieczną i istnieje co najmniej od początku XV wieku. Wymieniona pierwszy raz w dokumencie zapisanym po łacinie z 1407 jako Novaluba, 1426 Nowa Luba, 1499 Dluge Nowe, 1503 Minor Dlugye, 1509 Minor Dluge, 1510 Dlugye Minor, 1531 Nowe Dlvgye, 1554 Novum Dlugye, 1564 Nowe Dlugie, 1566 Dlugie Nowe, 1579 Nova Dluga.
Wieś w 1426 stała się siedzibą własnej parafii. W 1449 leżała w powiecie kościańskim Korony Królestwa Polskiego. W należała do dekanatu Wschowa.
W 1554 odnotowano lasy dębowe koło wsi. Miejscowość była własnością prywatną należącą do lokalnej szlachty wielkopolskiej. W XV-XVI wieku wieś należała do rodu Dłuskich. W latach 1499–1520 wieś należała do dziedzica Stanisława Dłuskiego oraz jego braci 1499-1511 Dawida, 1499- 1534 Nankiera, 1499-1546 Kaspra Dłuskiego. W 1566 jako miejscowy posiadacz odnotowany został Wojciech Dłuski. W 1566 doszło do podziału dóbr pomiędzy właścicielami ziemskimi podsędkiem wschowskim Wojciechem Dłuskim, Stefanem Wilkowskim oraz Katarzyną Gościejewicz żoną podsędka poznańskiego, a później podskarbiego koronnego Jakuba Rokossowskiego. Części dóbr zwanych Dawidowskie, we wsiach Długie Stare, Długie Nowe i Przybyszewie koło Wschowy otrzymał Wojciech Dłuski; w tym m.in. folwark oraz role zwane Folgien.
Wieś odnotowana została w archiwalnych księgach podatkowych. W 1531 pobrano podatki w Długich Nowych z części Jana Dłuskiego od 2 łanów i 7 prętów. Pobór miał także miejsce z jednego łana i 5 prętów, części Dawida Dłuskiego. W 1564 wieś należała do Jakuba Rokossowskiego, Wojciecha Dłuskiego i Stefana Wilkowskiego mającego 3 łany i 10 prętów. W 1566 miał miejsce pobór we wsi w majętnościach należących do podsędka poznańskiego Jakuba Rokossowskiego mającego 4 łany i 10 prętów, na których gospodarowało 4 zagrodników. W 1579 odbył się pobór w części wspomnianego Rokossowskiego od 5,5 łana, od jednego zagrodnika wolnego, 3 rzemieślników, 6 komorników z bydłem, 4 komorników bez bydła oraz jednego wiatraka zbożowego.
W okresie międzywojennym w miejscowości stacjonowała placówka 17 batalionu celnego, a potem placówka Straży Granicznej I linii „Długie Nowe”.
W latach 1975–1998 miejscowość administracyjnie należała do województwa leszczyńskiego.